# فلوريد الكروم الخماسي
فلوريد الكروم الخماسي (أو خماسي فلوريد الكروم) مركب كيميائي صيغته CrF5، ويوجد على هيئة صلب أحمر سهل الانصهار.

## التحضير
يحضر المركب من التفاعل المباشر بين عنصري الكروم والفلور عند الدرجة 400 °س وتحت ضغط مقداره 200 بار.
{\displaystyle \mathrm {2\ Cr+5\ F_{2}\longrightarrow 2\ CrF_{5}} }

## الخواص
يوجد المركب في الظروف القياسية من الضغط ودرجة الحرارة على هيئة صلب بلوري أحمر اللون، وهو سهل الانصهار، إذ تبلغ نقطة الانصهار مقدار 34 °س.
يعد هذا المركب أعلى فلوريد ضمن حالات أكسدة الكروم؛ إذ وجد أن سداسي فلوريد الكروم (فلوريد الكروم السداسي) ما هو إلا مركب افتراضي.

## التفاعلات
يمكن لخماسي فلوريد الكروم أن يتفاعل مع قواعد لويس مثل فلوريد السيزيوم أو فلوريد النتريل لينتج ملح سداسي فلورو الكرومات الموافق:
{\displaystyle {\ce {CrF5 + CsF -> CsCrF6}}}